# Vosseburen
Vosseburen (Fries: Foskebuorren) is een buurtschap in de gemeente Opsterland, in de Nederlandse provincie Friesland. Het ligt ten zuiden van Lippenhuizen, waar het formeel ook onder valt.
Bij Vosseburen ligt over de Opsterlandse Compagnonsvaart bij de verlaat de brug Pôlebrêge. De plaatsnaam eindigt echter niet op -verlaat, zoals het oostelijker gelegen Hemrikerverlaat. Vaartuigen die de Turfroute volgen komen er langs. Vosseburen ligt oostelijk van buurtschap Haneburen en ten noorden van Jubbega.
De buurtschap, die in 1861 al als Vossebuurt werd vermeld, zou vernoemd zijn naar ene  Anna de Vos uit de 17e eeuw.
Dorpen: Bakkeveen · Beetsterzwaag · Drachten-Azeven · Frieschepalen · Gorredijk · Hemrik · Jonkersland · Langezwaag · Lippenhuizen · Luxwoude · Nij Beets · Olterterp · Siegerswoude · Terwispel · Tijnje · Ureterp · Waskemeer (klein deel) · Wijnjewoude

Buurtschappen: Allardsoog (deels) · Haneburen · Hanebuurt · Heidehuizen · Hemrikerverlaat · Klein Groningen · Kooibos · Kortezwaag · Moskou (deels) · Nieuwe Vaart · Oosterend · Oud Beets · Petersburg (deels) · Rolbrug · Selmien · Sparjebird · Uilesprong · Ureterp aan de Vaart · Voorwerk · Vosseburen · Welgelegen (deels) · Wijngaarden · Wijnjeterpverlaat

Friesland: Steden en dorpen      Nederland: Provincies · Gemeenten